# IAI Arava
Lo IAI Arava è un aereo da trasporto leggero biturbina ad ala alta progettato e prodotto dall'azienda aeronautica israeliana Israeli Aircraft Industries (IAI) (poi Israel Aerospace Industries) dagli anni settanta, caratterizzato dall'insolita architettura a doppia trave di coda e dotato di capacità STOL.

## Storia del progetto
Nel 1966 la IAI decise di intraprendere lo sviluppo di un nuovo velivolo tra trasporto che potesse soddisfare sia il mercato civile che quello militare, caratterizzato dalla possibilità di operare da piste corte e semipreparate. Il progetto, al quale venne data la designazione 101 Arava, divenne il primo al quale l'azienda si rivolgeva per aumentare la propria importanza sul piano commerciale internazionale.
L'obiettivo era quello di realizzare un mezzo aereo che potesse efficacemente trasportare carichi ingombranti e, nella sua versione militare, fino a 25 militari completamente equipaggiati. Per ottenerlo la IAI optò per una configurazione non convenzionale, un'ampia fusoliera a barile unita ad un'ala alta su cui si raccordava una coda a doppia deriva, una soluzione simile a quella adottata dal francese Nord Noratlas o dello statunitense Fairchild C-119 Flying Boxcar ma in dimensioni più contenute.
Dopo un lavoro di sviluppo durato 3 anni il prototipo del 101, la versione civile, venne portato in volo per la prima volta il 27 novembre 1969.
Il 19 novembre 1970, durante una prova di volo votata a determinare il comportamento del velivolo in condizioni estreme, si verificò un grave incidente aereo. Assegnato al 92º Squadrone dell'Heyl Ha'Avir, l'equipaggio aveva il compito di esaminare il comportamento delle ali in condizioni di carico estremo, in particolar modo ad alta velocità. In fase di rientro le ali si spezzarono ed il velivolo impattò a terra causando la morte di tre membri dell'equipaggio. I seguenti voli si conclusero comunque senza altro alcun inconveniente tecnico ottenendo il certificato per i voli commerciali dalla statunitense Federal Aviation Administration (FAA) nel marzo 1972.

## Versioni
- IAI-101: prima variante da trasporto civile;
- IAI-102: versione da trasporto civile: 20 passeggeri in configurazione standard oppure 12 passeggeri in configurazione VIP;
- IAI-102B: variante da trasporto civile;
- IAI-201: versione da trasporto militare;
- IAI-202: ultima versione prodotta con fusoliera allungata e ali dotate di winglet.

## Utilizzatori

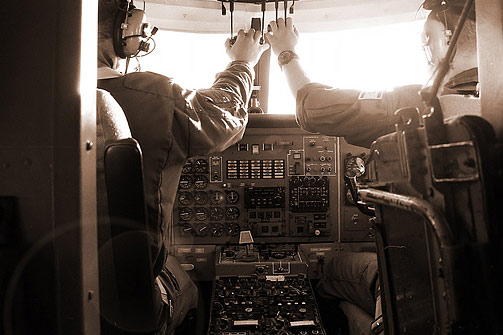
Particolare del cockpit del Arava.

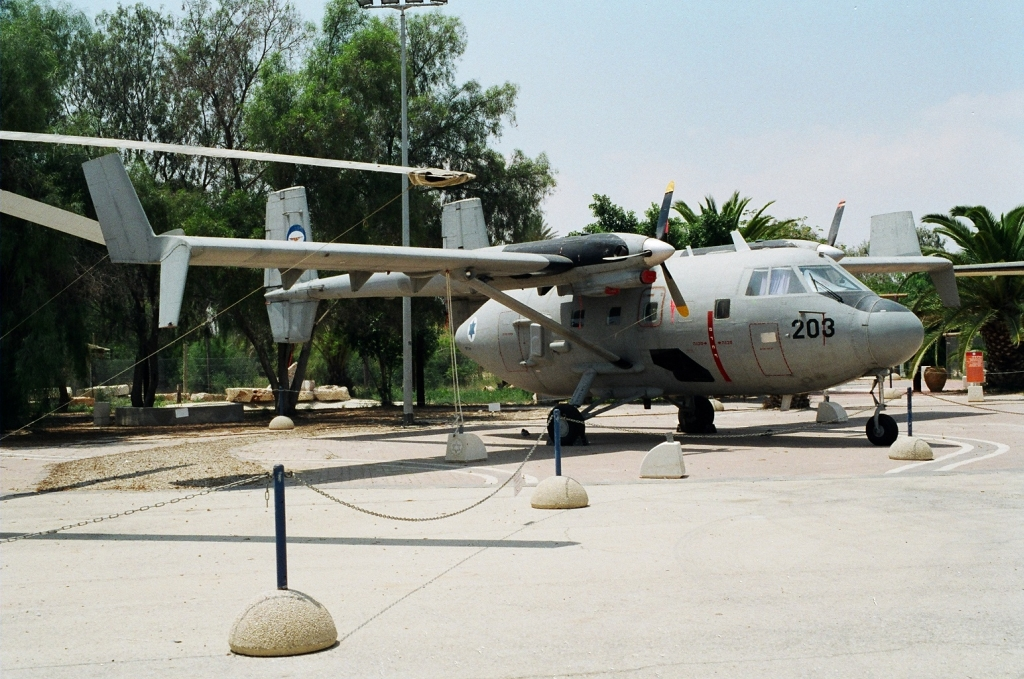
Un Arava esposto nel Israeli Air Force Museum di Hatzerim.

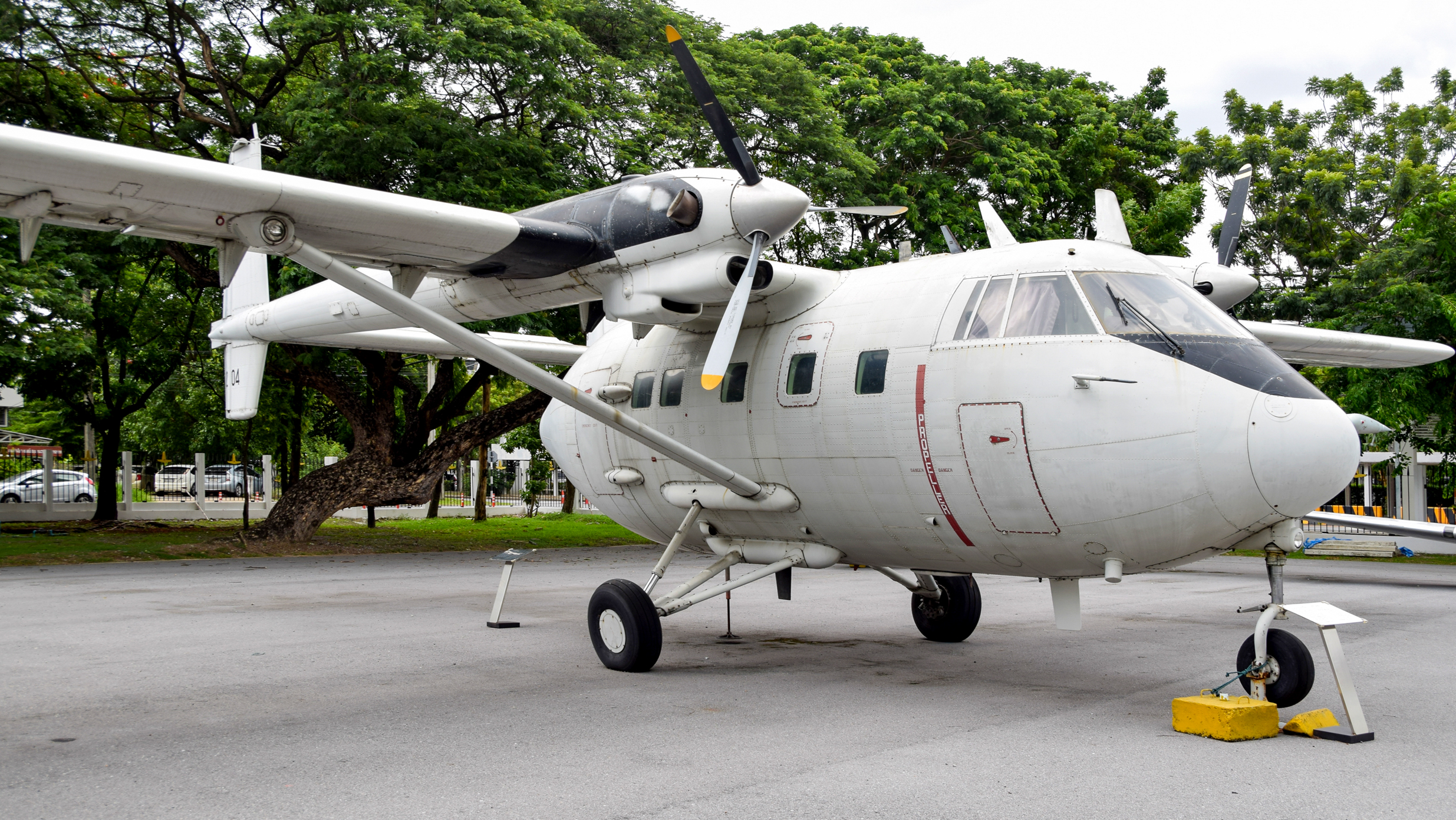
Un Arava tailandese nel Museo dell'Aeronautica Militare tailandese.

Argentina
- Fuerza Aérea Argentina

opera con 2 esemplari di IAI-202 Arava.
 Bolivia
- Fuerza Aérea de Bolivia

opera con 2 esemplari di IAI-202 Arava.
 Camerun
- Armée de l'Air du Cameroun

opera con 1 esemplare di IAI-201 Arava all'ottobre 2017.
 Colombia
- Fuerza Aérea Colombiana

1 IAI-201 Arava consegnato nel 1980 e ritirato nel 2022.
 Ecuador
- Fuerza Aérea Ecuatoriana

opera con 2 esemplari di IAI-201 Arava.
- Ejército Ecuatoriano

1 Arava 200 in servizio al febbraio 2019.
 El Salvador
- Fuerza Aérea Salvadoreña

3 esemplari di IAI-202 Arava consegnati, 2 in servizio al settembre 2019.
 Guatemala
- Fuerza Aérea Guatemalteca

opera con 2 esemplari di IAI-201 Arava.
 Honduras
- Fuerza Aérea Hondureña

opera con un esemplare di IAI-201 Arava.
 Israele
- Heyl Ha'Avir

opera con 2 esemplari di IAI-202 Arava.
 Liberia
- Liberian Army Air Wing

opera con 2 esemplari di IAI-202 Arava.
 Messico
- Fuerza Aérea Mexicana

opera con 3 esemplari di IAI-101 Arava e con 6 IAI-201 Arava.
 Nicaragua
- Fuerza Aérea - Ejército de Nicaragua

opera con 2 esemplari di IAI-202 Arava.
 Papua Nuova Guinea
- Papua New Guinea Defence Force

opera con 3 esemplari di IAI-202 Arava.
 eSwatini
- Swazi Air Force

opera con 2 esemplari di IAI-202 Arava.
 Thailandia
- Kongthap Akat Thai

opera con 2 esemplari di IAI-201 Arava.
 Venezuela
- Ejército Nacional de la República Bolivariana de Venezuela

4 IAI-201 Stava in servizio al settembre 2018.

## Velivoli comparabili
Canada
- de Havilland Canada DHC-6 Twin Otter

 Polonia
- PZL-Mielec M-28

 Regno Unito
- Short SC.7 Skyvan

 Spagna
- CASA C-212 Aviocar

 Ucraina
- Antonov An-28